# Srcolomac (2010.)
Srcolomac (L'Arnacœur) francuska je romantična komedija iz 2010. godine. Glavne uloge tumače Romain Duris, Vanessa Paradis, Julie Ferrier, François Damiens i Andrew Lincoln.

## Radnja
Radnja filma se odvija u Monaku i prati priču o Alexu (Romain Duris), njegovoj sestri, Mélanie (Julie Ferrier) i njenom mužu, Marcu (François Damiens) čija je profesija "rasturanje" ljubavnih veza, ali samo veza u kojima žene ne žele priznati da su nesretne. Njihov cilj je otvoriti im oči, a metoda, zavođenje. Prilikom svojih zadataka, Alex se služi raznim metodama, špijuniranjem, prisluškivanjem razgovora, korištenjem lažnog identiteta i suzama. Zbog ogromnih dugova, Alex prihvaća ponudu bogatog čovjeka i kreće u nemoguću misiju, da spriječi vjenčanje njegove kćeri Juliette Van Der Becq (Vanessa Paradis).

## Uloge
| Lik u filmu           | Glumac/glumica   |
| --------------------- | ---------------- |
| Alex                  | Romain Duris     |
| Juliette Van Der Becq | Vanessa Paradis  |
| Mélanie               | Julie Ferrier    |
| Marc                  | François Damiens |
| Jonathan              | Andrew Lincoln   |
| Sophie                | Helena Noguerra  |
| Van Der Becq          | Jacques Frantz   |

## Vanjske poveznice
- Srcolomac u internetskoj bazi filmova IMDb-u (engl.)